# Specismo
Specismo indica l'attribuzione di uno status superiore agli esseri umani rispetto alle altre specie animali. Indica quindi un pregiudizio o un atteggiamento pregiudizialmente favorevole agli interessi dei membri della propria specie e contro i membri delle altre specie e che quindi sia giustificabile accordare una preferenza agli esseri umani rispetto alle altre specie per il fatto che sono membri della specie Homo sapiens. A questa impostazione si contrappone l'antispecismo.

## Etimologia
Il termine fu coniato nel 1970 dallo psicologo britannico Richard Ryder, pioniere del movimento di liberazione animale, per calco da razzismo e sessismo, con l'intento di descrivere in particolare gli atteggiamenti umani che coinvolgono una discriminazione degli animali, inclusa la concezione degli animali come oggetti o proprietà.
Il termine viene usato comunemente nel contesto della letteratura sui diritti animali, per esempio nelle opere di Peter Singer e Tom Regan.
(Peter Singer, Le sofferenze inflitte agli animali (The sufferings of the Animals, Oxford, 1973), in Comunità, edizione 170, 1973, pag. 251)
Gli antispecisti ritengono che la morale e l'etica comune, così come gli ordinamenti nazionali ed internazionali, siano ad oggi contraddistinti da una filosofia specista.